# Dillenia luzoniensis
Dillenia luzoniensis är en tvåhjärtbladig växtart som först beskrevs av António José Rodrigo Vidal, och fick sitt nu gällande namn av Ugolino Martelli. Dillenia luzoniensis ingår i släktet Dillenia och familjen Dilleniaceae. Inga underarter finns listade i Catalogue of Life.